# 哲西バスストップ
哲西バスストップ（てっせいバスストップ）は、岡山県新見市哲西町矢田の中国自動車道上にあるバス停。

## 停車する路線
| のりば | 愛称                | 会社名                 | 行先                                                   | 備考     |
| ------ | ------------------- | ---------------------- | ------------------------------------------------------ | -------- |
| 上り線 | 大阪 - 新見・三次線 | 阪急バス・阪急観光バス | 大阪（新大阪駅・梅田（阪急三番街高速バスターミナル）） | 休止 中  |
| 下り線 | 降車専用            | 降車専用               | 降車専用                                               | 降車専用 |

## 隣
E2A 中国自動車道
(19)新見IC/BS - (PA)神郷PA/BS - (BS)哲西BS - (20)東城IC - (PA)帝釈峡PA - (BS)帝釈BS

## バス停へのアクセス
- 西日本旅客鉄道（JR西日本）芸備線 矢神駅から徒歩15分。

## 位置情報
- 北緯34度56分34秒 東経133度19分56秒 / 北緯34.94278度 東経133.33222度
- 備中矢田［南東］ - 地理院地図
- 矢神駅 - Google マップ